# Hotel Boboty
Hotel Boboty je hotel ve Vrátné dolině blízko osady Štefanová. Jeho autorem je významný slovenský architekt Ferdinand Čapka. Hotel byl postaven v roce 1966.
Hotel se nachází na jižním úpatí masivu Boboty. V 70. a 80. letech 20. století byl nejluxusnějším hotelem ve Vrátné dolině s restaurací, kavárnou, vinárnou a krytým bazénem. Hotel prošel kompletní rekonstrukcí.